# Emil von Pfuhl

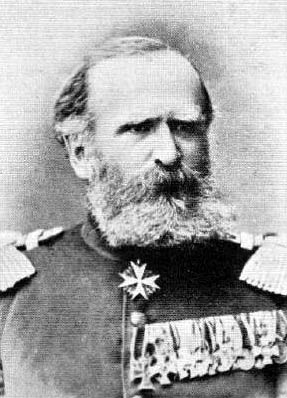
Generalleutnant Emil Karl von Pfuhl

Emil Karl Friedrich von Pfuhl (* 13. November 1821 in Jästersheim, Kreis Guhrau, Provinz Schlesien; † 4. Juli 1894 in Breslau, Provinz Schlesien) war ein deutscher Berufsoffizier, der bis zum preußischen Generalleutnant aufstieg.

## Leben

### Herkunft
Emil entstammte der Friedrichsdorfer Linie des in der Märkischen Schweiz ansässigen Adelsgeschlechts von Pfuel. Seine Eltern waren der preußische Generalmajor August von Pfuhl (1794–1874) und Pauline von Pfuhl geborene Freiin von Stosch (1804–1871).

### Militärkarriere
Pfuhl besuchte die Kadettenhäuser in Kulm und Berlin. 1839 wurde er als Sekondeleutnant dem 4. Kürassier-Regiment der Preußischen Armee überwiesen. 1849 nahm er während der Niederschlagung der Badischen Revolution am Gefecht bei Ladenburg und der Belagerung von Rastatt teil. Von 1849 bis 1850 wurde Pfuhl als Adjutant des Gouvernements Rastatt 1853 zum Premierleutnant und 1856 zum Rittmeister befördert. Von 1854 bis 1859 war Pfuhl Führer der 2. Eskadron (Münster) beim 4. schweren Landwehr-Reiter-Regiment, 1859 wurde er deren Chef. 1864 nahm Pfuhl mit seiner Eskadron als Stabswache im Hauptquartier des Generalfeldmarschalls Friedrich von Wrangel am Feldzug gegen Dänemark teil. Er war an den Gefechten bei Ober-Selk, Gudsoe und Friderica sowie am Sturm auf die Düppeler Schanzen beteiligt und wurde für sein Verhalten mit dem Roten Adlerorden IV. Klasse mit Schwertern ausgezeichnet. Im gleichen Jahr avancierte Pfuhl zum Major. Als Stabsoffizier dem Kürassier-Regiment Nr. 6 zugeteilt, kämpfte Pfuhl 1866 mit der 1. Kavallerie-Division beim Feldzug gegen Österreich in der Schlacht bei Königgrätz und wurde 1867 mit der Führung des Kürassier-Regiments Nr. 2 in Pasewalk beauftragt unter Stellung à la suite desselben. Noch im selben Jahr wurde er Regimentskommandeur und führte im Deutsch-Französischen Krieg 1870/1871 als Oberst sein Regiment in die Schlachten bei Colombey und Beaune-la-Rolande. Für Gravelotte wurde er mit dem Eisernen Kreuz II. Klasse ausgezeichnet. Pfuhl war an den Belagerungen von Metz und Thionville beteiligt und kämpfte in den Gefechten von Château de Meslay, Dancé, Vendôme, St. Amand, Villeporcher und Château Renault.
Nach dem Friedensschluss war Pfuhl von Ende Februar bis Ende April 1872 Mitglied einer Kommission für die Abänderung der Bekleidung und Ausrüstung der Kavallerie. Am 16. August 1873 kommandierte man ihn zur Führung der 5. Kavallerie-Brigade. Unter Stellung à la suite des Kürassier-Regiments Nr. 2 und Belassung in seinem Kommando wurde am 16. Oktober 1873 zum Kommandeur der 22. Kavallerie-Brigade in Kassel ernannt. Am 25. November 1873 trat er seinen Dienst in Kassel an und wurde in dieser Stellung am 27. Oktober 1874 zum Generalmajor befördert. Unter Verleihung des Roten Adlerordens II. Klasse mit Eichenlaub und Schwertern wurde Pfuhl am 15. September 1877 mit der gesetzlichen Pension zur Disposition gestellt. Am 10. November 1881 erhielt er noch den Charakter als Generalleutnant.
Pfuhl starb am 4. Juli 1894 und wurde am 7. Juli auf dem Militärfriedhof in Breslau beigesetzt. Er war Rechtsritter des Johanniterordens.

### Familie
Pfuhl heiratete am 9. Oktober 1859 in Celle Hedwig Karoline Freiin von Rössing (1834–1880). Sie war eine Tochter des hannoverschen Staatsministers August von Rössing (1799–1870). Nach deren Tod heiratete er am 21. August 1881 in Liegnitz Eveline Freiin von Richthofen (1849–1928), Schwester des späteren Oberpräsidenten der Provinz Ostpreußen, Hugo Samuel von Richthofen. Beide Ehen blieben kinderlos.